# Kupellonura cryosi
Kupellonura cryosi is een pissebed uit de familie Hyssuridae. De wetenschappelijke naam van de soort is voor het eerst geldig gepubliceerd in 2006 door Negoescu.